# George Grenville
George Grenville (Westminster, 14 ottobre 1712 – Londra, 13 novembre 1770) è stato un politico inglese.

## Biografia
Nacque il 14 ottobre 1712 a Westminster, figlio di sir Richard Grenville ed Hester Grenville, I contessa Temple.
Ha fatto parte del Partito Whig.
È stato Primo Ministro del Regno di Gran Bretagna dal 16 aprile 1763 al 13 luglio 1765.
Fu padre di Thomas Grenville.
Da lui prende il nome la città caraibica di Grenville, nell'isola di Grenada.
Morì il 13 novembre 1770 a Londra, all'età di cinquantotto anni.

## Matrimonio e discendenza
Nel 1749 sposò Elizabeth Wyndham, figlia di sir William Wyndham, III baronetto, e di lady Catherine Seymour, figlia di Charles Seymour, VI duca di Somerset. Ebbero sette figli:
- Hester (1750-13 novembre 1847), sposò Hugh Fortescue, I conte di Fortescue, ebbero nove figli;
- Charlotte (1751-29 settembre 1832), sposò Sir Watkin Williams-Wynn, IV baronetto, ebbero quattro figli;
- George Nugent-Temple-Grenville, I marchese di Buckingham (17 giugno 1753-11 febbraio 1813);
- Thomas (31 dicembre 1755-17 dicembre 1846);
- Elizabeth (24 ottobre 1756-21 dicembre 1842), sposò John Proby, I conte di Carysfort, ebbero quattro figli;
- William Grenville, I barone Grenville (25 ottobre 1759-12 gennaio 1834);
- Catherine (1761-6 novembre 1796), sposò Richard Griffin, II barone di Braybrooke, ebbero cinque figli.

## Ascendenza
|                                     |                                |                                | Genitori            |  |  | Nonni |  |  | Bisnonni          |  |  | Trisnonni         |  |
|                                     |                                |                                |                     |  |  |       |  |  | Richard Grenville |  |  | Richard Grenville |  |
|                                     |                                |                                |                     |  |  |       |  |  | Richard Grenville |  |  | Richard Grenville |  |
|                                     |                                | Frances Saunders               |                     |  |  |       |  |  | Richard Grenville |  |  |                   |  |
| Richard Grenville                   |                                |                                |                     |  |  |       |  |  | Richard Grenville |  |  |                   |  |
|                                     |                                | Anne Borlase                   | sir William Borlase |  |  |       |  |  |                   |  |  |                   |  |
|                                     |                                | Anne Borlase                   | sir William Borlase |  |  |       |  |  |                   |  |  |                   |  |
|                                     |                                | Anne Borlase                   | Amy Popham          |  |  |       |  |  |                   |  |  |                   |  |
| sir Richard Grenville               |                                | Anne Borlase                   |                     |  |  |       |  |  |                   |  |  |                   |  |
|                                     |                                | sir Peter Temple               | sir John Temple     |  |  |       |  |  |                   |  |  |                   |  |
|                                     |                                | sir Peter Temple               | sir John Temple     |  |  |       |  |  |                   |  |  |                   |  |
|                                     |                                | sir Peter Temple               | Dorothy Lee         |  |  |       |  |  |                   |  |  |                   |  |
| Eleanor Temple                      |                                | sir Peter Temple               |                     |  |  |       |  |  |                   |  |  |                   |  |
|                                     |                                | Eleanor Tyrrell                | sir Timothy Tyrrell |  |  |       |  |  |                   |  |  |                   |  |
|                                     |                                | Eleanor Tyrrell                | sir Timothy Tyrrell |  |  |       |  |  |                   |  |  |                   |  |
|                                     |                                | Eleanor Tyrrell                | Eleanor Kingsmill   |  |  |       |  |  |                   |  |  |                   |  |
| lord George Grenville               |                                | Eleanor Tyrrell                |                     |  |  |       |  |  |                   |  |  |                   |  |
|                                     | sir Peter Temple, II baronetto | sir Thomas Temple, I baronetto |                     |  |  |       |  |  |                   |  |  |                   |  |
|                                     | sir Peter Temple, II baronetto | sir Thomas Temple, I baronetto |                     |  |  |       |  |  |                   |  |  |                   |  |
|                                     | sir Peter Temple, II baronetto | Hester Sandys                  |                     |  |  |       |  |  |                   |  |  |                   |  |
| sir Richard Temple, III baronetto   | sir Peter Temple, II baronetto |                                |                     |  |  |       |  |  |                   |  |  |                   |  |
|                                     |                                | Christian Leveson              | sir John Leveson    |  |  |       |  |  |                   |  |  |                   |  |
|                                     |                                | Christian Leveson              | sir John Leveson    |  |  |       |  |  |                   |  |  |                   |  |
|                                     |                                | Christian Leveson              | Frances Sondes      |  |  |       |  |  |                   |  |  |                   |  |
| Hester Grenville, I contessa Temple |                                | Christian Leveson              |                     |  |  |       |  |  |                   |  |  |                   |  |
|                                     |                                | Henry Knapp                    | Richard Knapp       |  |  |       |  |  |                   |  |  |                   |  |
|                                     |                                | Henry Knapp                    | Richard Knapp       |  |  |       |  |  |                   |  |  |                   |  |
|                                     |                                | Henry Knapp                    | Agnes Symeon        |  |  |       |  |  |                   |  |  |                   |  |
| Mary Knapp                          |                                | Henry Knapp                    |                     |  |  |       |  |  |                   |  |  |                   |  |
|                                     |                                | Hester Clarke                  | sir Edward Clarke   |  |  |       |  |  |                   |  |  |                   |  |
|                                     |                                | Hester Clarke                  | sir Edward Clarke   |  |  |       |  |  |                   |  |  |                   |  |
|                                     |                                | Hester Clarke                  | Susan Temple        |  |  |       |  |  |                   |  |  |                   |  |
|                                     |                                | Hester Clarke                  |                     |  |  |       |  |  |                   |  |  |                   |  |